# Сахаров, Константин Вячеславович
Константи́н Вячесла́вович Са́харов (18 марта [30 марта] 1881, Оренбург — 23 февраля 1941, Берлин, Германия) — генерал-лейтенант (1919). Видный деятель Белого движения в Сибири.

## Биография
Родился 18 марта 1881 года в семье капитана инженерной службы Вячеслава Петровича Сахарова и Софьи Ивановны Сахаровой (в девичестве Мазуркевич).

### На военной службе
Окончил Оренбургский Неплюевский кадетский корпус (где получил прозвище «Бетонная голова»), затем, по стопам отца, поступил в Николаевское инженерное училище по окончании которого в чине подпоручика получил назначение для прохождения службы в 8-й Восточно-Сибирский сапёрный батальон, позже проходил службу в 5-м и 3-м Восточно-Сибирских сапёрных батальонах. Участник русско-японской войны 1904—1905 гг. В 1907 году произведён в чин штабс-капитана. Окончил Николаевскую академию Генерального штаба (1908; по 1-му разряду). Цензовое командование ротой отбывал в лейб-гвардии Литовском полку. Служил старшим адъютантом штаба 47-й пехотной дивизии (1912), капитан.
Участвовал в Первой мировой войне, в 1916—1917 — исправляющий должность начальника штаба 3-й Финляндской стрелковой дивизии, с 18 июня 1917 года служил в Ставке Верховного главнокомандующего. Полковник. Был награждён Георгиевским оружием. Удостоен ордена св. Георгия 4-й степени (1917)
за то, что в период боев Галичской операции с 26-го июля по 23-е августа 1916 года по форсировании дивизией р.р. Коропец, Золотой Липы и Хорожанки, исполняя обязанности начальника штаба дивизии, на основании разведок, с личной для себя опасностью, составил план операции на основании намерения начальника дивизии, и, находясь во всех разведках под действительным огнём противника, искусно провёл в жизнь составленный план.
Участвовал в работе Московского совещания в августе 1917 как представитель Союза Георгиевских кавалеров. После выступления генерала Л. Г. Корнилова в конце августа 1917 был арестован в Могилёве, но вскоре освобождён. Жил в Саратове, с приходом к власти большевиков отправился на Дон к генералу Л. Г. Корнилову в Добровольческую армию, но в Астрахани был задержан советскими властями, находился несколько месяцев в заключении.

### В Белой Сибири
Бежал из тюрьмы, добрался до Уфы, где поступил на службу в войска «Уфимской Директории». Состоял в распоряжении начальника штаба Верховного главнокомандующего генерала В. Г. Болдырева, 15 ноября 1918 произведён в генерал-майоры. 23 ноября 1918 был назначен начальником гарнизона острова Русского, с 5 декабря — начальник учебно-инструкторской школы во Владивостоке. В январе — мае 1919 — представитель генерала А. И. Деникина в Ставке адмирала А. В. Колчака. С 29 марта 1919 — генерал для поручений при Верховном главнокомандующем адмирале А. В. Колчаке и с того же числа на него были возложены «обязанности по инспектированию всех формирований и школ подготовки младшего командного состава на территории Российского государства, освобождённой от власти большевиков, кроме районов, подчинённых непосредственно командующим армиями».
С 20 мая 1919 — начальник штаба Западной армии, с 22 июня 1919 — командующий этой армией (14 июля 1919 переименована в 3-ю армию). Его приход вызвал временный уход из армии генерала С. Н. Войцеховского. Отличался крайне правыми взглядами. Энергично пытался создать резервы для армии, разгрузить забитую железную дорогу, но из-за недостатка компетентных людей и времени ему это не удалось.
Один из главных инициаторов и разработчиков (вместе с Д. А. Лебедевым) неудачной для белых Челябинской операции.
С 10 октября 1919 — командующий Московской группой армий Восточного фронта, образованной из 3-й армии, Оренбургской армии и Степной группы, с сохранением командования 3-й армией. 4 ноября 1919 был назначен главнокомандующим армиями Восточного фронта. Неудачно пытался организовать оборону Омска от наступающих красных войск — в результате была потеряна не только белая столица, но и значительные запасы. Кроме того, его обвиняли в том, что накануне сдачи Новониколаевска была сорвана эвакуация города.
Неудачи белых войск привели к падению авторитета Сахарова в армии, его считали одним из главных виновников поражений на фронте. 9 декабря 1919 он был арестован и смещён с должности братьями Пепеляевыми: В. Н. Пепеляевым (премьер-министром Омского правительства) и А. Н. Пепеляевым (генерал-лейтенантом, одним из видных военачальников Белой Сибири). В тот же день войскам фронта было объявлено об увольнении генерала Сахарова «по болезни от занимаемой должности с назначением в распоряжение Верховного Правителя и Верховного Главнокомандующего». Было назначено служебное расследование его деятельности, отложенное до окончания Гражданской войны.
Участник Великого Сибирского ледяного похода. Перед своей смертью генерал В. О. Каппель официально освободил его из-под ареста (23 января 1920). Во время похода Сахаров был назначен командующим отступающими в Забайкалье частями 3-й армии. Награждён Знаком отличия Военного ордена «За Великий Сибирский поход» 1 степени, удостоверение за № 2 (приказ командующего войсками Российской восточной окраины № 213, 27 апреля 1920 года).
Награждён орденами св. Владимира 3-й степени и св. Георгия 3-й степени.

### В эмиграции
После прихода белых войск в Читу под давлением «каппелевцев» был вынужден покинуть армию. В марте 1920 эмигрировал в Японию, затем недолго жил в США. По его инициативе в Нью-Йорке было образовано Русское национальное общество, в которое вошли правые общественные деятели. В октябре 1920 прибыл в Германию, принимал участие в монархическом движении.
Автор ряда научных работ и воспоминаний, в которых стремился снять с себя значительную долю ответственности за поражение белых в Сибири. Обвинял в крахе режима А. В. Колчака, евреев, агентов Антанты и Америки, эсеров. Симпатизировал фашизму, считал, что «если пристально вглядеться в стимулы, двигавшие белыми, то в них выступает всё то же, что создаёт самый фашизм в других странах». Выпустил книгу «Белая Сибирь», где затрагивал данный вопрос. В 1933 вошёл в состав крайне правой эмигрантской организации Российское освободительное народное движение (РОНД), преподавал русскую историю и военное дело на созданных РОНД общеобразовательных курсах для русской молодёжи. С 1935 был полномочным представителем атамана Г. М. Семёнова в Европе.
Умер после операции по поводу язвы желудка в Берлине, похоронен на кладбище Тегель.

## Награды
- Орден Святой Анны 4-й степени с надписью «За храбрость» (1905)
- Орден Святого Станислава 3-й степени с мечами и бантом (1905)
- Орден Святой Анны 3-й степени (1905)
- Орден Святого Станислава 2-й степени (ВП 9.03.1912)
- Орден Святого Владимира 4-й степени с мечами и бантом (ВП 7.01.1915)
- Высочайшее благоволение (ВП 22.03.1915; за отлично-ревностную службу и особые труды, вызванные обстоятельствами текущей войны).
- Орден Святого Георгия 4-й степени (ПАФ 25.05.1917)
- Георгиевское оружие (ПАФ 29.07.1917)
- Орден Святого Владимира 3-й степени (Приказ ВП и ВГК 7.05.1919)
- Орден Святого Георгия 3-й степени (Приказ ВП и ВГК 12.09.1919)
- Знак отличия Военного ордена «За Великий Сибирский поход» 1-й степени (№ 2; 27.04.1920).

## Семья
Брат — военный инженер Пётр Вячеславович Сахаров, в январе 1918 года вступил добровольцем в РККА, преподавал в Военно-инженерной академии, Московском институте инженеров транспорта.
Сын генерала Сахарова Игорь (1912—1977) воевал на стороне генерала Ф. Франко в Испании, затем был командиром полка в составе 1-й дивизии Русской освободительной армии генерала А. А. Власова в чине полковника.

## Труды
- Белая Сибирь (Внутренняя война 1918—1920 гг.). — Мюнхен, 1923. — 324 с.
  - Переиздание в сборниках: Восточный фронт адмирала Колчака. — М: Центрполиграф, 2004. ISBN 5-9524-0959-8; Великий Сибирский Ледяной поход /Составление, науч. редакция, предисловие и комментарии доктора исторических наук С. В. Волкова. — М. : Центрполиграф, 2004.
  - Переиздание в сборнике: Гражданская война в России: Катастрофа Белого движения в Сибири. Транзиткнига, Terra Fantastica. 2005.
  - Немецкий перевод: Das weisse Sibirien. Der russische Bürgerkrieg 1918—1920. München, 1925
- Чешские легионы в Сибири. Берлин, 1930.
- Die tschechischen Legionen in Sibirien. 1930. (Дополненные переиздания в 1931, 1936 и 1938.)